# Aeropuerto La Greda
El Aeropuerto La Greda es un pequeño aeropuerto venezolano ubicado en la ciudad de Carora en el Estado Lara, se ubica al norte de la ciudad.
Sus orígenes datan de los años 1940 con el gobierno de Eleazar López Contreras y es inaugurada en 1950 con el gobierno de Marcos Pérez Jiménez cuando estaba naciendo la aviación venezolana. Originalmente solo contaba con la pista y con una casa que hacía la función de terminal. Años después se expandió la pista 400 m y se colocó con un VOR para facilitar la navegación.
El aeropuerto tuvo su auge en el año 1985, cuando el aeroclub tenía un total del 20 aeronaves y el aeropuerto mantenía un constante movimiento de aeronaves privadas. A partir de 1995, que cerraron el aeroclub, el aeropuerto fue cayendo en un abandano extremo, la pista 10/28 las taxy way y la rampas esta descuidadas, sin marcaciones, gran cantidad de obstáculos y se ha llenado de vegetación. El aeropuerto recibe una pequeña cantidad de aeronaves privadas mensualmente y el gobierno tiene un proyecto de remodelar el aeropuerto. 